# Nulgupjishin
Nulgubjishin (Hangul: 눌굽지신), también conocido como Nadgarishin (Hangul: 낟가리신) es la deidad del Nulgub, una área donde el grano está almacenado y molido a harina, en la mitología coreana, así como siendo la deidad del grano. Está considerado el más débil de los Gashin, las deidades del hogar de la mitología coreana. No existe ningún Gut (ritual chamánico) ni Bonpuli (una biografía de una deidad) dedicado a Nulgubjishin.

## Rito
El rito dedicado a Nulgubjishin era uno breve. En el Ritual Gakdobinyeom, donde los chamanes rogaban a todos o los Gashin, los chamanes ponían comida dentro de una jarra e iban al Nulgub. El chamán entonces rogaba a Nulgubjishin para asegurar una cosecha de grano buena y la protección de la familia de la desgracia o los Gwishin (fantasmas de mal). El chamán entonces colocaba el alimento que traía en el Nulgub con una cuchara.
Cómo estaba considerado de ser el más débil de los Gashin, el rito dedicado a Nulgubjishin era el último rito en el Ritual Gakdobinyeom (Primero: Munjeonshin, el dios de puerta, Segundo: Chilseongshin, la diosa de almacenamiento, Tercero: Jowangshin, la diosa de cocina, Cuarto: Obang Shinjang, las deidades direccionales, Quinto: Jumok Jeongsal Jishin, dios de la puerta Jeongnang, Sexto: Nulgubjishin, dios de grano) no hay ningún mito o historia de su forma, sobre Nulgubjishin.